# Slender Man (Film)
Slender Man ist ein US-amerikanischer Horrorfilm aus dem Jahr 2018 von Sylvain White, der von David Birke geschrieben wurde und auf dem Slender-Man-Phänomen basiert. Die Hauptrollen spielen Joey King, Julia Goldani Telles, Jaz Sinclair, Annalise Basso, Alex Fitzalan, Taylor Richardson und Javier Botet.
Die Entwicklung des Films begann im Mai 2016, als Birke angestellt wurde, um das Drehbuch zu schreiben, und ein Jahr später ein Großteil der Besetzung unterschrieb. Die Dreharbeiten fanden im Juni und Juli 2017 in Massachusetts statt.
Der am 10. August 2018 in den USA veröffentlichte Film spielte weltweit über 51 Millionen US-Dollar ein.

## Handlung
In einer kleinen Stadt in Massachusetts beschworen vier Freunde – Wren, Hallie, Chloe und Katie – den Slender Man. Eine Woche später verschwindet Katie und die anderen drei Mädchen gehen zu ihrem Haus, um nach Hinweisen zu suchen. Die drei entdecken, dass Katie in das Okkulte verwickelt war und dass sie wollte, dass der Slender Man sie mitnimmt.
Die drei Mädchen beschließen, Kontakt mit dem Slender Man aufzunehmen, um Katie im Austausch für etwas anderes zurückzubekommen. Wren, die die Slender-Man-Mythologie erforscht hat, warnt Hallie und Chloe davor, die Augen zu öffnen, während die drei aus Angst vor Tod oder Wahnsinn Kontakt mit dem Slender Man aufnehmen. Chloe gerät in Panik, öffnet die Augen und steht dem Slender Man gegenüber. Einige Zeit später betritt der Slender Man Chloes Haus und treibt sie in den Wahnsinn.
Wren, die unter beängstigenden Visionen leidet, sucht nach einer Lösung, während Hallie erfolglos versucht, weiterzumachen. Bald erleidet Lizzie, Hallies jüngere Schwester, eine schwere Panikattacke und wird ins Krankenhaus gebracht und sediert. Hallie entdeckt, dass Wren mit Hilfe von Lizzie erneut versucht hat, mit dem Slender Man in Kontakt zu treten.
Hallie konfrontiert Wren wegen ihrer Schwester. Wren sagt Hallie, dass der Slender Man sie nur will, bevor sie vom Slender Man genommen wird. Hallie erkennt, dass der einzige Weg, Lizzie zu retten, darin besteht, sich dem Slender Man hinzugeben, und opfert sich für ihre Schwester. Lizzie kann sich erholen und denkt über die Situation nach, die zum Tod ihrer Schwester und deren Freunde geführt hat.

## Veröffentlichung
Am 2. Januar 2018 wurde der erste Teaser enthüllt und einen Tag später folgte der erste Trailer. Veröffentlicht wurde Slender Man am 10. August 2018. Zuvor war ein Kinostart für den 18. Mai und dann für den 24. August 2018 geplant. Das Marcus Theater zeigte den Film in Teilen Wisconsins nicht, nachdem dort im Juni 2014 zwei junge Mädchen eine Mitschülerin töten wollten, um dem Slender Man zu gefallen.
Slender Man wurde von Sony Pictures Home Entertainment am 19. Oktober 2018 auf Digital HD und am 31. Oktober 2018 auf Blu-ray und DVD veröffentlicht.